# Armin Schwarz

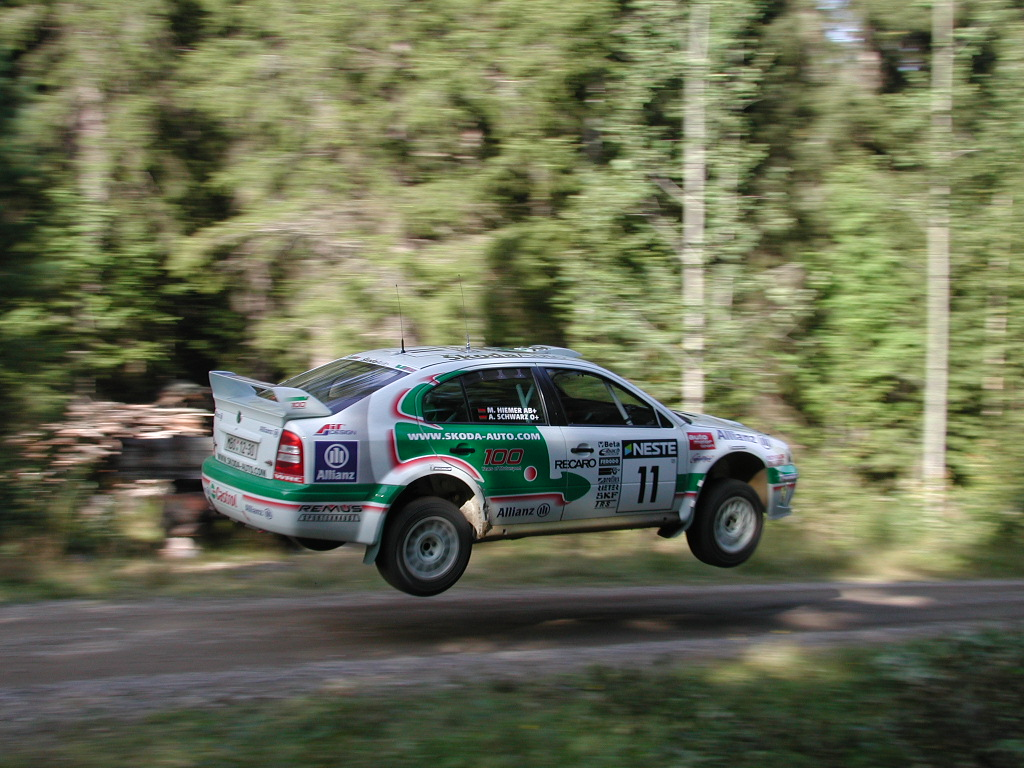
Armin Schwarz no Rally da Finlândia de 2001

Armin Schwarz (Neustadt an der Aisch, Francônia, 16 de Julho de 1963) é um ex-piloto de ralis alemão. Competiu no Campeonato Mundial de Rali (WRC).

## Carreira
Entrou no desporto automóvel como mecânico em 1987, mas rapidamente passou para o volante. Fez a sua estreia ao volante de um Audi 200 Quattro, acabando na 5ª posição final, tendo mais tarde mudado para a Toyota. Em 1996 foi campeão Europeu de Ralis.
Na temporada de 2005, participou em todas as 16 provas do mundial.
Vive actualmente na Áustria participando nos desportos motorizados, não só como piloto mas como responsável pela equipa da Skoda e ainda comentador de televisão. 
É casado, pai de dois filhos, fã de comida italiana e sumo de maçã e de vinho tinto. Pratica diversos desportos, tais como jet ski, ski de corta mato e skate.

## Vitórias no WRC
| # | Evento                                              | Temporada | Co-piloto  | Carro                 |
| - | --------------------------------------------------- | --------- | ---------- | --------------------- |
| 1 | 27º Rallye Catalunya-Costa Brava (Rallye de España) | 1991      | Arne Hertz | Toyota Celica GT-Four |